# Dendrocalamus tsiangii
Dendrocalamus tsiangii är en gräsart som först beskrevs av Mcclure, och fick sitt nu gällande namn av Liang Chi Chia och Hok Lam Fung. Dendrocalamus tsiangii ingår i släktet Dendrocalamus och familjen gräs. Inga underarter finns listade i Catalogue of Life.